# M/S Sicilia
M/S Sicilia av Göteborg torpederades den 27 maj 1943 utanför Afrikas ostkust, besättningen räddad.

## Historik
Döpt till Sicilia av den italienske ministern i Stockholms maka gled fartyget av stapeln vid Kockums varv i Malmö den 21 juni 1936 och levererades till svenska Lloyd den 25 augusti samma år. Fartyget insattes i bolagets medelhavsfart under befäl av kapten E. Grönwall. Våren 1940 gick Sicilia utanför Skagerackspärren och gick 1942 i Röda korsets tjänst med spannmål och läkemedel från Amerika till Grekland. Samma år räddade Sicilia besättningen på den i Atlanten torpederade jugoslaviska ångaren Trepca och införde dem till amerikansk hamn.

## Torpederingen
I maj 1943 var Sicilia på väg från Lourenco Marques till Beira - båda hamnarna i Moçambique i Sydostafrika. Då fartyget den 27 maj passerade Zavora point prejades det av en ubåt, som gav besättningen (23 man) en halv timme på sig att lämna fartyget och gå i livbåtarna. Torpederingen skedde ganska när kusten och sedan fartyget sjunkit, seglade livbåtarna in mot land. Man nådde hamn efter ca 10 timmars segling. Sicilias besättning kom senare till Durban och därifrån vidare till Buenos Aires med den argentinska passagerarångaren José Mendez.